# Plagiorhynchus totani
Plagiorhynchus totani är en hakmaskart som först beskrevs av Pietro Porta 1910.  Plagiorhynchus totani ingår i släktet Plagiorhynchus och familjen Plagiorhynchidae. Inga underarter finns listade i Catalogue of Life.